# NGC 26

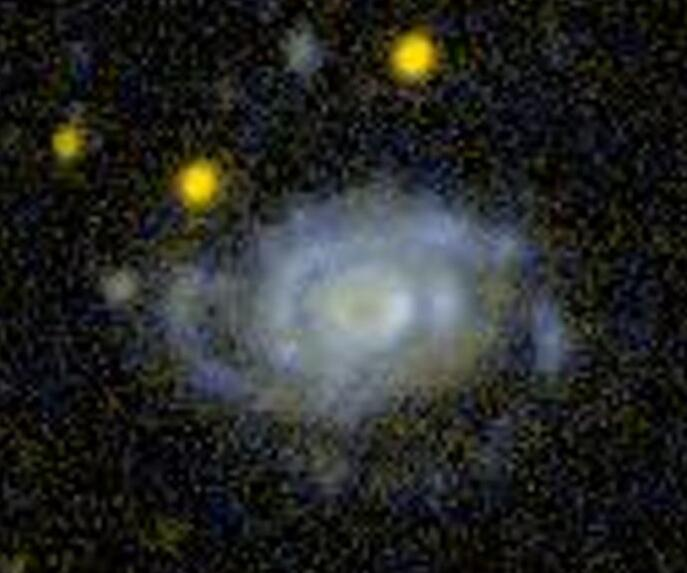
NGC 26 GALEX (ultraviolet)

NGC 26 est une galaxie spirale située dans la constellation de Pégase. NGC 26 a été découverte par l'astronome prussien Heinrich d'Arrest en 1865.

## Caractéristiques
Sa vitesse par rapport au fond diffus cosmologique est de 4 253 ± 24 km/s, ce qui correspond à une distance de Hubble de 62,7 ± 4,4 Mpc (∼205 millions d'al).
La classe de luminosité de NGC 26 est I-II et elle présente une large raie HI.
En raison d'une brillance de surface égale à 14,07 mag/am2, on peut qualifier NGC 26 de galaxie à faible brillance de surface (LSB en anglais pour low surface brightness). Les galaxies LSB sont des galaxies diffuses (D) avec une brillance de surface inférieure de moins d'une magnitude à celle du ciel nocturne ambiant.
À ce jour, une douzaine de mesures non basées sur le décalage vers le rouge (redshift) donnent une distance de 63,383 ± 13,355 Mpc (∼207 millions d'al), ce qui est à l'intérieur des valeurs de la distance de Hubble.

## Groupe de NGC 23
Les galaxies NGC 26 et NGC 23 sont dans la même région du ciel et selon l'étude réalisée par Abraham Mahtessian, elles forment une paire de galaxies. La base de données NASA/IPAC indique également que NGC 26 fait partie d'une paire de galaxie, sans toutefois identifier l'autre galaxie. D'autre part, NGC 26 fait partie du groupe de NGC 23 qui comprend au moins 6 autres galaxies : NGC 1, NGC 23, UGC 69, UGC 79, UGC 110 et UGC 127.